# The Clay People
The Clay People – amerykański zespół grający rock industrialny, założony w Albany, stanie Nowy Jork. Wokalista-programista Daniel Neet jest jedynym stałym członkiem poprzez całą historię zespołu, kierując grupę w stronę wpływów gotyku, industrialu oraz metalu. Neet jest także członkiem chicagowskiego zespołu Iron Lung Corp.
Pierwotnie znani jako "Clay People," grupa dodała "The" do ich nazwy razem z publikacją ich albumu a tej samej nazwie z 1998 roku, cechując zmianę w kierunku mniej syntetycznym, a z pojawieniem się samplerów podczas występów na żywo w składzie Neet (śpiew), Brian McGarvey (gitara), Mike Guzzardi (gitara), D. Patrick Walsh (bas) and Dan Dinsmore (perkusja). Płyta The Clay People została wyprodukowana przez Neila Kernona dla Slipdisc Records; Kernon także pracował z Queensrÿche i Davidem Bowiem, pośród wielu innych. To był największy sukces komercyjny grupy, a piosenki z nagrania zostały zamieszczone na ścieżce dźwiękowej filmów Strangeland i Universal Soldier II: Brothers in Arms, jak również na ścieżkach dźwiękowych kilku gier wideo.
Po kilku zmianach w składzie, zespół zrobił sobie przerwę na początku XXI wieku a członkowie kontynuowali solowe lub boczne projekty albo zakładali nowe zespoły, włączając w to Idols Never Die , razem z Guzzardim i Dinsmore`em. Nowa płyta The Clay People, Waking the Dead, została opublikowana 22 maja 2007 via Overit Records za składem zawierającym Neet`a, Dinsmore`a i McGarveya z roku 1998.
Pośród nowych publikacji pojawił się teledysk do pierwszego singla z albumu "Supersonic Overdrive," wyreżyserowany przez Jay Bender z Phobic Films.

## Członkowie
- Daniel Neet: śpiew
- Dan Dinsmore: perkusja
- John Delahanty: gitara
- Brian McGarvey: gitara
- Eric Schwanke: bas

### Byli członkowie
- Peter E. Porto: Bas (współzałożyciel)
- Mike Guzzardi: Gitara
- Brendan Slater: bas
- D. Patrick Walsh: bas
- Walter Flakus (ex-Stabbing Westward): gitara, keyboardy, śpiew podrzędny
- J. Alexander Eller: keyboardy i programowanie
- Karla Williams: gitara
- Duane Beer: gitara
- Will Nivens: gitara
- Kevin Bakarian: perkusja
- John Stevens: gitara
- Kevin Micheal Scott: gitara
- Jon McClendon: perkusja

## Dyskografia
- The Calling b/w Nothing 7" (1990)
- Toybox EP (1991)
- Firetribe (1993)
- Cringe (Germany Release) (1995)
- Iron Icon (1995)
- Strange Day (1996)
- Stone: 10 Stitches (1997)
- The Clay People (1998)
- Headhunter EP (2001)
- Waking the Dead (2007)

### Kompilacje
- Shut Up Kitty (Różni Artyści) (1994) - "Paranoid"
- Eternal Masters: A Tribute to Black Sabbath (Różni Artyści) (1994) - "Paranoid, Zero the Hero"
- Thugs 'N' Kisses (Różni Artyści) (1995) - "Pale God (Raw Version)"
- Operation Beatbox (Różni Artyści) (1996) - "Jump Around"
- Strangeland (Różni Artyści, Original Motion Picture Soundtrack) (1998) - "Awake"
- Universal Soldier II: Brothers in Arms (Różni Artyści, (Original Television Soundtrack) (1998) - "Awake"